# Monasterio de San Francisco (Cuéllar)
El monasterio de San Francisco fue un monasterio de la Orden de San Francisco fundado en el siglo XIII en la villa de Cuéllar (Segovia), que en el siglo XV su patronato pasó a manos del Ducado de Alburquerque, siendo Beltrán de la Cueva, primer duque, quien creó el panteón de la Casa de Alburquerque en su capilla mayor. Fue desamortizado en el siglo XIX, trasladando parte de su estructura al castillo de Viñuelas, y sus obras de arte repartidas por la catedral de Segovia, el Museo Federico Marés y la Hispanic Society of America, entre otros museos e instituciones.
En la actualidad perdura en pie su iglesia, sin cubierta, así como las capillas laterales y sacristía que son propiedad del Ayuntamiento de Cuéllar, quien los utiliza con fines culturales. Además, se conserva parte de las estancias de la zona conventual, como es el claustro, de propiedad privada, y se halla ubicado en el denominado triángulo franciscano, junto al convento de Santa Ana y al de la Purísima Concepción.

## Historia
Se desconoce la fecha de su fundación, pero consta que ya existía en el año 1247, gracias a una bula de Inocencio IV. Las noticias posteriores a ésta vinculan el edificio con la Corona de Castilla de manera continua. Así, en 1313 el rey Alfonso XI de Castilla se alojó en el monasterio durante cuatro días, en 1385 la reina Beatriz de Portugal, como señora de la villa, ordenó que se hiciera junta general en el portal conventual y Enrique III de Castilla fundó una capellanía, que fue ampliada posteriormente por Juan II de Castilla, tras enterrar en la capilla mayor de la iglesia a su hija la infanta María (1428-1429), por la que se decía una misa cantada diaria, así como por el alma de sus abuelos, tíos y primos.
En 1413 y 1416, el conocido antipapa Benedicto XIII de Aviñón otorgó bulas al monasterio modificando su regla, y el mismo año se hizo enterrar en él Fernán Velázquez de Cuéllar, canciller mayor de Fernando I de Aragón y virrey de Sicilia. Tras la donación de la villa por parte de Enrique IV de Castilla a su valido Beltrán de la Cueva, éste adquirió en 1476 el patronato del mismo, para edificar su panteón familiar, comenzando así la etapa de mayor esplendor del edificio. Beltrán de la Cueva y sus sucesores dotaron la capilla mayor con un retablo de Juan de Ureña, en el que destacaba una imagen de la Virgen María de grandes proporciones de Gil de Siloé. Además, edificó tres sepulcros de alabastro para él, sus tres esposas y otro para su hermano, Gutierre de la Cueva, obispo de Palencia y conde de Pernía, obra de Vasco de la Zarza; posteriormente fue enriquecido con diferentes obras de arte, como la colección de cuadros del claustro conventual, de Gil de Mena.
En las obras de la nueva edificación participaron Hanequin de Cuéllar, hijo Hanequin de Bruselas y otros maestros, como Rodrigo Gil de Hontañón. Los sucesivos duques de Alburquerque fueron dotando el monasterio con enseres y ornamentos para el culto divino, hasta crear el denominado Tesoro de San Francisco, compuesto por centenares de piezas de oro, plata, coral y otros materiales nobles. Siguiendo la idea marcada por los duques, las familias nobles más representativas de Cuéllar adquirieron las capillas laterales para crear sus enterramientos, y así lo hicieron Gómez de Rojas, capitán de Enrique IV de Castilla y padre de los conquistadores Manuel y Gabriel de Rojas y Córdova, los Velázquez de Cuéllar o el deán Agustín Daza, entre otros.
Durante la Guerra de la Independencia fue víctima de robos y destrozos, y en 1809 fue clausurado. Fue entonces cuando perdió la mayor parte de sus obras de arte y riquezas, aunque volvió a instaurarse como monasterio en 1815. A partir de entonces el edificio comenzó a sufrir un deterioro constante, agravado con la entrada de la Desamortización, siendo enclaustrado en 1835. Tras grandes esfuerzos por mantener el edificio en pie, e incluso un intento fallido de que fuera declarado Monumento Histórico Nacional, fue adquirido por José Isidro Osorio y Silva-Bazán, duque de Alburquerque y marqués de Cuéllar, quien vendió gran parte de sus instalaciones, y trasladó los restos mortales de sus antepasados al monasterio de Santa Clara de Cuéllar. Sus sucesores en el ducado vendieron la iglesia y convento a diversos particulares, instalándose una fábrica de harinas y otra de achicoria. Finalmente, en el siglo XX la iglesia o catedral fue quemada por los republicanos antes de la guerra civil por ser un icono católico y parte de las capillas laterales fue adquirida por el Ayuntamiento de Cuéllar.

## Traslado de materiales y obras de arte
Tras su desamortización, gran parte de las obras de arte que contenía fueron trasladadas al Museo de Segovia, quien se encargó de dispersarlas. La capilla mayor y otros ornamentos fueron desmontados y trasladados al castillo de Viñuelas (Madrid) que fue reconstruido en el siglo XX, mientras que el púlpito de mármoles fue donado a la catedral de Segovia, donde se conserva en la actualidad. Los sepulcros del panteón ducal fueron vendidos a un marchante de Archer Milton Huntington, fundador de la Hispanic Society of America, aunque también se conservan piezas en la catedral de Segovia, en el Museo Nacional de Escultura de Valladolid y en dependencias municipales de Cuéllar. 
El resto de obras de arte vendidas a anticuarios de toda España, como fue la Virgen sedente que presidía el altar mayor, que cayó en manos de Federico Marés, pasando a los fondos del museo de su nombre. Los restos del Tesoro de San Francisco fueron devueltos a la Casa de Alburquerque, y las piezas procedentes de las capillas privadas fueron repartidas por las iglesias de Cuéllar, como un Cristo de la escuela de Gregorio Fernández, la imagen de Nuestra Señora de la Soledad, la de Cristo atado a la columna de Pedro de Bolduque y otras procesionales, que se conservan en la iglesia de San Miguel, y participan en la Semana Santa de Cuéllar.
|                                             |
| Retablo mayor del monasterio, desaparecido. |

|                                                                      |
| Sepulcro de Gutierre de la Cueva, en la Hispanic Society of America. |

|                                                                       |
| Estatua yacente de Gutierre de la Cueva, perteneciente a su sepulcro. |

|                                                        |
| Púlpito de mármol italiano, en la catedral de Segovia. |

| |
| Crucificado del Calvario que coronaba el retablo mayor, en el Monasterio de Santa Clara (Cuéllar). |

|                                                                      |
| Nuestra Señora de la Soledad, en la Iglesia de San Miguel (Cuéllar). |